# Eegaletihalli, Sidlaghatta
Eegaletihalli là một làng thuộc tehsil Sidlaghatta, huyện Kolar, bang Karnataka, Ấn Độ.